# Bactrocera fuliginus
Bactrocera fuliginus är en tvåvingeart som först beskrevs av Drew och Albany Hancock 1981.  Bactrocera fuliginus ingår i släktet Bactrocera och familjen borrflugor. Inga underarter finns listade.